# Porto Novo
Porto Novo (také Hogbonou a Adjacéje) je hlavní město afrického státu Benin. V roce 2013 zde žilo přes 264 000 obyvatel.
Porto Novo leží na břehu zátoky Guinejského zálivu. Ačkoliv jde o hlavní město se sídlem parlamentu, je druhé největší v zemi. Větší a politicky i kulturně významnější je Cotonou, kde také sídlí beninská vláda a většina ministerstev. Oblast v okolí Porto Nova produkuje palmový olej, bavlnu a kapok. V 90. letech 20. století byla při pobřeží objevena ropa, která je důležitá pro export. Území bylo v minulosti podřízeno jorubské říši Oyo. Město v 16. století založili Portugalci a vybudovali ho jako přístav pro obchod s otroky. Portugalci město pojmenovali jako "Porto Novo" (nový přístav) a mělo připomínat město Porto. Přestože je v Beninu oficiálním jazykem francouzština, název hlavního města zůstal nepřeložen v portugalštině. 
V roce 1861 přístav bombardovali Britové, což o dva roky později přinutilo Království Porto Novo hledat ochranu u Francouzů. V roce 1883 bylo zahrnuto do francouzské "kolonie Dahomey a jeho dependencí". V roce 1900 se stalo hlavním městem kolonie Dahomey. Králové Porto Nova vládli městu formálně i neformálně až do smrti posledního z nich Alohinto Gbeffa v roce 1976.
Ve městě se usadilo mnoho Afrobrazilců, kteří sem přišli po zrušení otrokářství přes Atlantik. Brazilská architektura a kuchyně jsou pro kulturu města typické.

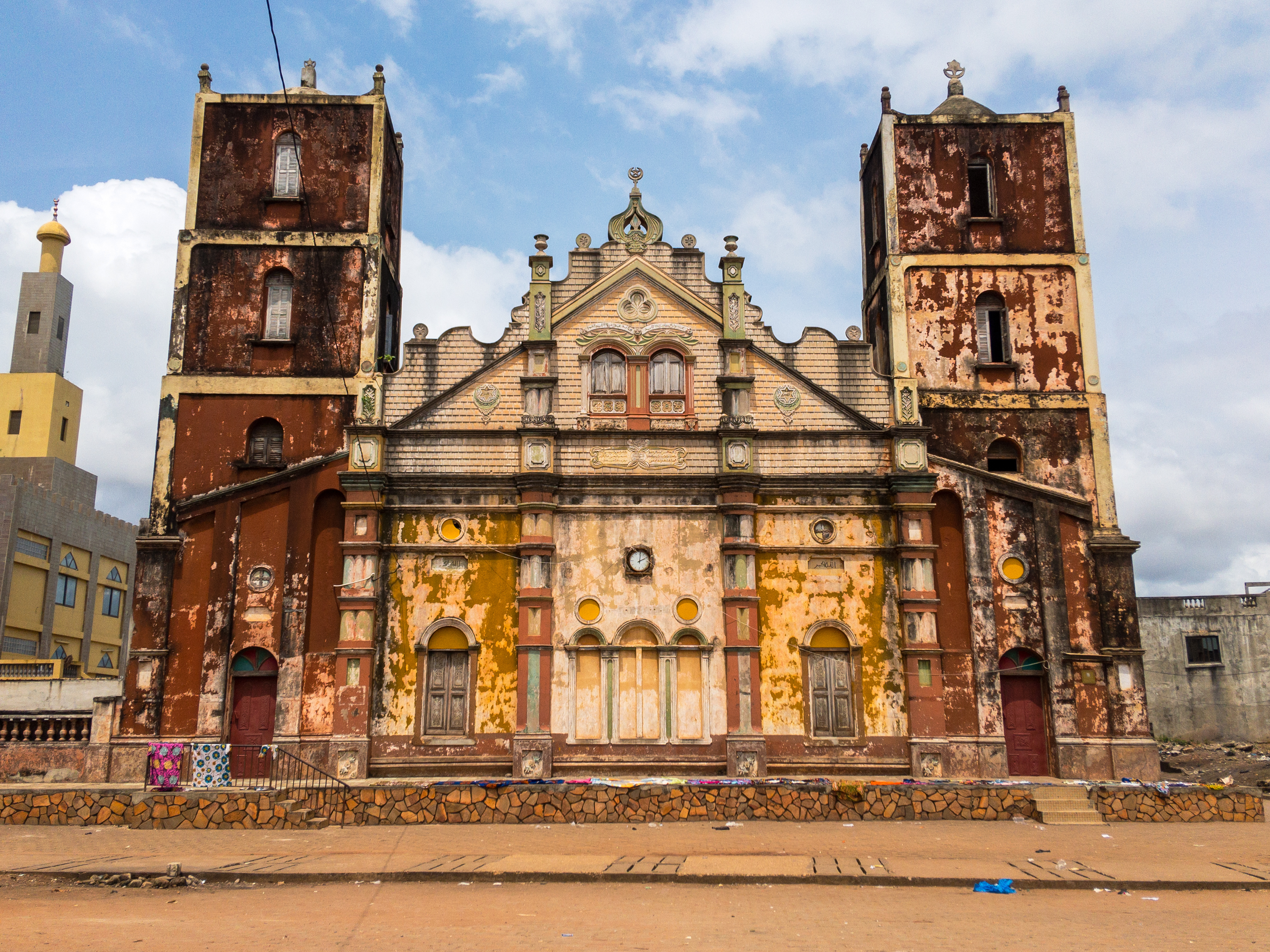
Velká mešita
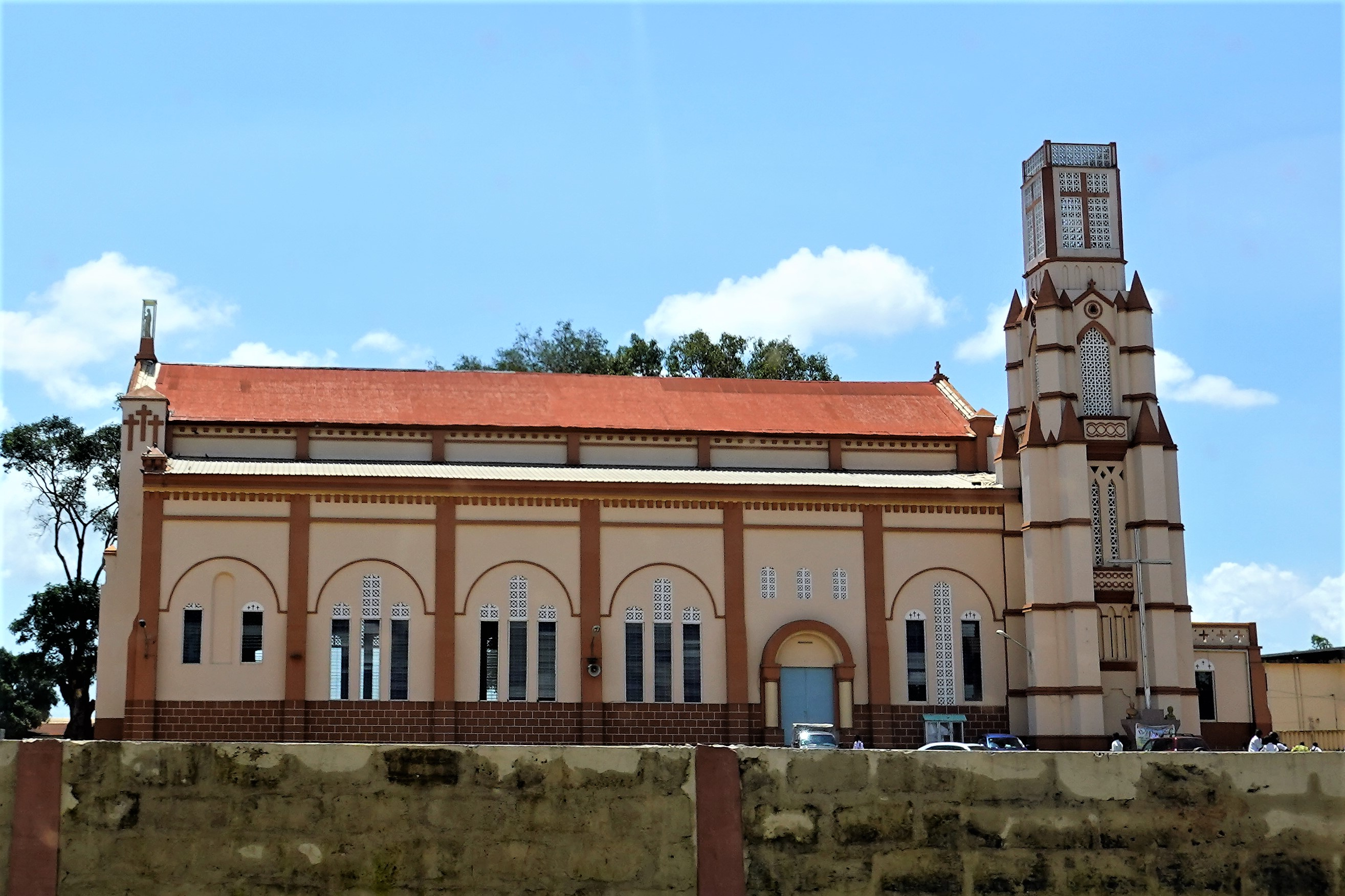
Katedrála
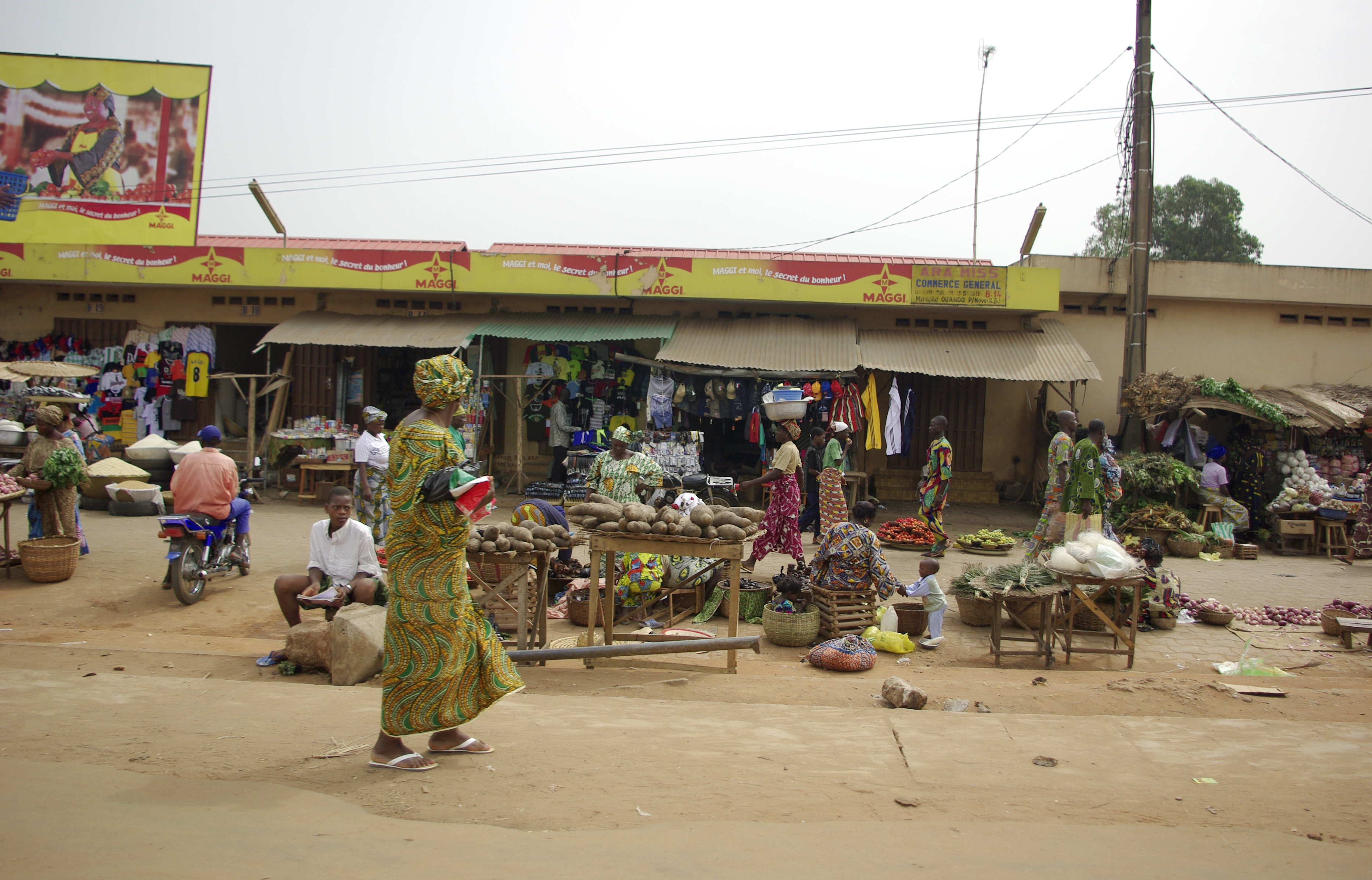
Pouliční trh
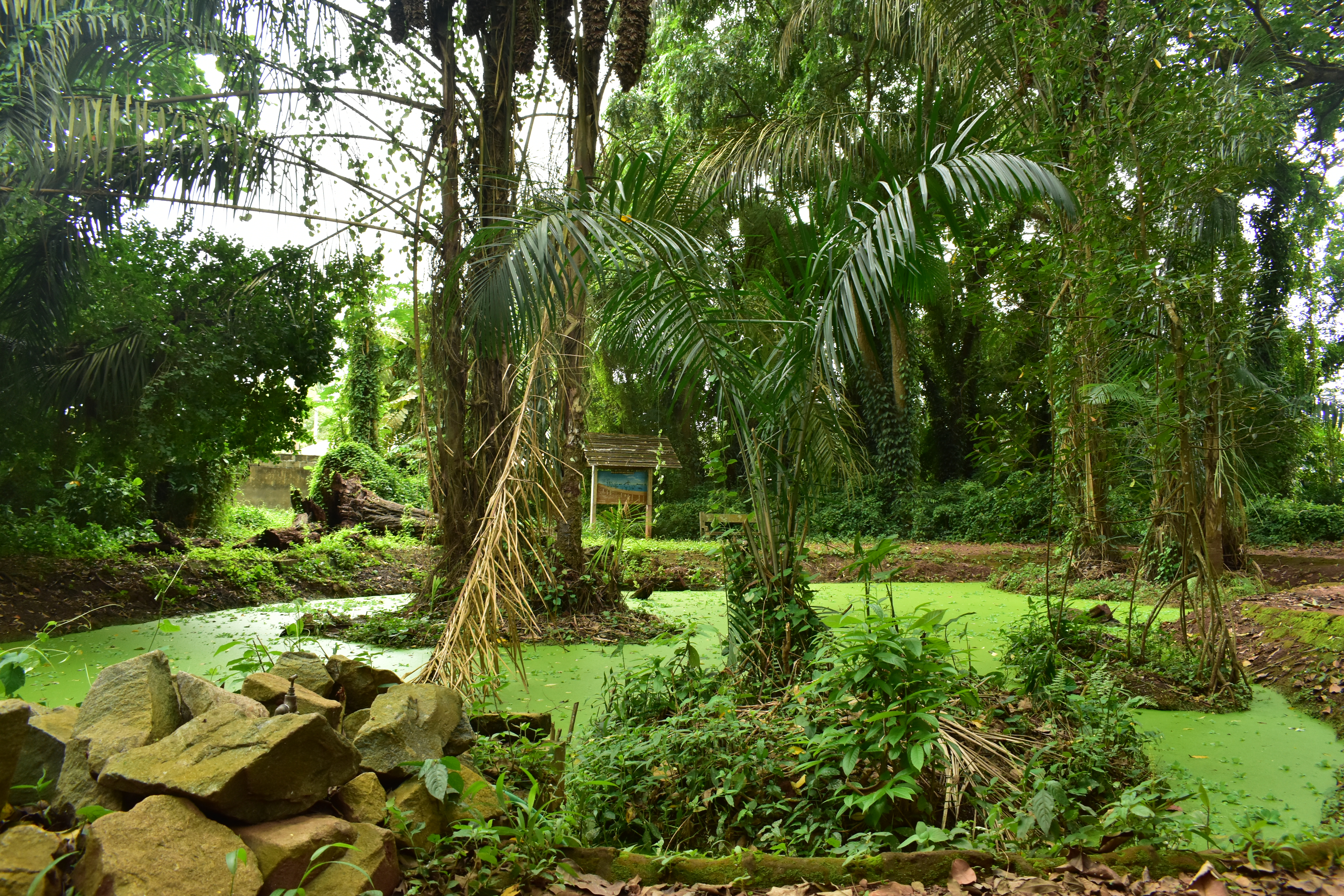
Botanická zahrada